# Euthore hyalina
Euthore hyalina là loài chuồn chuồn trong họ Polythoridae. Loài này được Selys mô tả khoa học đầu tiên năm 1853.